# Gedachte-experiment
Een gedachte-experiment is een experiment dat niet uitgevoerd wordt in de realiteit, maar in iemands gedachten. Iemand gebruikt een gedachte-experiment veelal om zijn theorie beter uiteen te kunnen zetten en om die theorie kracht bij te zetten. De term Gedankenexperiment werd voor het eerst gebruikt door Hans Christian Ørsted, maar de techniek is al veel ouder. 
Een gedachte-experiment heeft niet dezelfde dwingendheid als een daadwerkelijk uitgevoerd experiment. Het heeft immers geen uitkomst met een feitelijke conclusie. Wel biedt het procedé de mogelijkheid tot creatief, origineel denkwerk. Het kan heel wat verduidelijken. Met een gedachte-experiment kan men bepaalde gevolgen van een hypothese inzichtelijk maken.
Gedachte-experimenten zijn van waarde, los van de mogelijkheid het experiment daadwerkelijk uit te voeren. Soms wordt het door de voortgang der techniek mogelijk om een experiment uit te voeren dat aanvankelijk een gedachte-experiment was.

## Wetenschap
In de wetenschap kan men door een gedachte-experiment theorieën ontwikkelen en onderbouwen:
- zolang de technologie het nog niet toelaat om deze experimenten in de realiteit te doen,  of zelfs
- als duidelijk is dat een dergelijk experiment onuitvoerbaar is.

Voor de zeggingskracht van het experiment is de praktische uitvoerbaarheid echter ondergeschikt.
Voorbeelden:
- Adiabatisch proces
- Valproef van Giambattista Benedetti
- Clootcransbewijs van Simon Stevin
- Schrödingers kat, Erwin Schrödinger
- Turingmachine van Alan Turing
- Cellulaire automaat van John von Neumann
- Tweelingparadox, bedacht door Paul Langevin
- Filosofenprobleem - Edsger Dijkstra

## Filosofie
Gedachte-experimenten hebben hier vaak het kenmerk dat ze een onwerkelijk uitgangspunt hebben: er wordt een vooronderstelling gedaan die niet waar is. In zo'n gedachte-experiment wordt gevraagd wat het gevolg zou zijn als ... De mate van onwerkelijkheid kan verschillen, maar de grondslag is telkens een hypothetisch uitgangspunt. Doel van het gedachte-experiment is hier niet het bestuderen van aspecten van de werkelijkheid, maar het bestuderen van ons denkproces over de werkelijkheid.
Voorbeelden:
- Hersenen in een vat – René Descartes
- Sociaalcontracttheorie – o.a. John Rawls
- Tweeling-aardegedachte-experiment – Hilary Putnam
- Grotvergelijking – Plato
- Chinese kamer – John Searle in 1980
- Teletransporter – Derek Parfit
- Man of beer – in 2024

## Paradox
Als gedachte-experimenten niet goed doordacht zijn, kan dat tot paradoxen leiden. Voorbeeld: Quirijn ter Spill breidde het gedachte-experiment adiabatisch proces uit tot een vat waaruit naast warmte geen enkele andere vorm van energie kan ontsnappen. In dat vat liet hij een nucleaire splitsing plaatsvinden, waardoor een atoom splijt in lichtere atomen en energie ontstaat volgens de relatie E=mc2. Het lijkt alsof massa is verdwenen en omgezet in energie, maar omdat de overeenkomstige potentiële energie niet kon ontsnappen is het vat nog even zwaar. Met andere woorden, de massa lijkt niet verdwenen te zijn.